# خنگ‌طنابی
روپ-ا-دوپ یا خنگ‌طنابی (به انگلیسی: rope-a-dope) یک تکنیک بوکس است که در آن یکی از رقابت‌کنندگان روی طناب‌های رینگ بوکس تکیه می‌دهد و باعث می‌شود ضربات حریف کم‌تر آسیب‌رسان باشد. این تکنیک بیشتر با محمد علی کلی در مسابقه غرش در جنگل با جرج فورمن قهرمان سنگین وزن جهان در اکتبر ١٩٧۴ ارتباط دارد.

## واژه‌شناسی
به گفته عکاس جرج کالیسنکی، علی دوره‌های تمرین غیرمعمولی داشت و میگذاشت حریف تمرینی او را بزند. طوری که احساس می کرد «این روش او برای مجازات‌کردن شکمش بود». کالیسنکی به او گفت «همان کاری که در دوره تمرینی انجام می‌دهی راانجام بده: مثل یک خنگ روی طناب‌ها رفتار کن.» علی پاسخ داد «پس از من میخواهی یک خنگ‌طنابی باشم؟» به گفته انجلو دانکی، جرج کالیسنکی گفت «چرا چیزی مثل آن را انجام نمی‌دهی؟ بزار فورمن مشت پرت کند ولی درست مثل تصویر چیزی جز هوا را نمی‌زند» فعال اجتماعی جان کاندون اصطلاح «خنگ‌طنابی» را محبوب کرد.